# Forano
Forano é uma comuna italiana da região do Lácio, província de Rieti, com cerca de 2.439 habitantes. Estende-se por uma área de 17 km², tendo uma densidade populacional de 143 hab/km². Faz fronteira com Cantalupo in Sabina, Filacciano (RM), Poggio Catino, Poggio Mirteto, Ponzano Romano (RM), Selci, Stimigliano, Tarano.

## Demografia
| Variação demográfica do município entre 1861 e 2011                               |
|                                                                                   |
| Fonte: Istituto Nazionale di Statistica (ISTAT) - Elaboração gráfica da Wikipedia |